# Bibliographie sur le royaume d'Araucanie et de Patagonie
La bibliographie sur le « royaume d'Araucanie et de Patagonie » présentée ici est classée par ordre chronologique.

## XIXesiècle
- Eugène Mahon de Monaghan, L'Araucanie et son roi, Paris, E. Dentu, 1873, 70 p.
- Pierre Larousse, « Tounens et non Tonneins (Antoine de) », page 344 (https://gallica.bnf.fr/ark:/12148/bpt6k2053661/f348.image : accès à la page procuré par Gallica) in Volume 15 TESTAM–Z Accès au tome 15 (1876) du Grand Dictionnaire universel du XIXe siècle.
  - Pierre Larousse, « Tounens (Antoine de) », page 1933 (https://gallica.bnf.fr/ark:/12148/bpt6k39804b/f1936.image : accès à la page procuré par Gallica) in Volume 17 Suppl. 2 Accès au tome 17 supplément 2 (1878) du Grand Dictionnaire universel du XIXe siècle.
- Simon de Schryver, Le Royaume d’Araucanie-Patagonie, Antoingt, 1887.
- (it) Achille Gigante (pseud. d'Achille Laviarde), Il nuovo regno arauco-patagono e le sue politiche condizioni dimostrate, Rome, 1888 (BM Reims, RBM 733).

## XXesiècle
- Jean Émile-Bayard, Montmartre, hier et aujourd’hui. Avec les souvenirs de ses artistes et écrivains les plus célèbres. Ouvrage orné de 15 h.-t. d’après les eaux-fortes originales de M. Lucien M. Gautier, Jouve & Cie éditeurs, Paris, 1925.
- Eugène Dupont, Rois d’opérette, p. 357 à 377, in Almanach Matot-Braine, 1935,
- Marc de Villiers du Terrage, Un avoué devenu roi : Sa Majesté Orllie-Antoine Ier, p. 138, in Historia n° 21, 1948.
- Saint-Loup, Le Roi blanc des Patagons, 1950. Roman.
- Léo Magne, L’Extraordinaire Aventure d’Antoine de Tounens, Gentilhomme Périgordin, Avoué, Conquistador, roi d’Araucanie-Patagonie, préface d’André Maurois, aux éditions Latino-Américaines, Paris, 1950, 199 pages.
- René Druart, Achille Laviarde, in Travaux de l’Académie de Reims, n° 155, Reims, 1951-1952.
- L'Intermédiaire des chercheurs et curieux, 15 mai 1936 au 30 janvier 1937, juin 1952, mai 1958, juin 1958, août 1958, novembre 1958, décembre 1958, décembre 1959, février 1960, avril 1960, mai 1960, septembre 1960, décembre 1960, mai, 1962, novembre 1962, janvier 1964, mai 16954, juin 1966, septembre 1966, octobre 1966, col. 44 1967, janvier 1968, mars 1971, mai 1971, juin 1971, juillet 1971, août 1971, décembre 1971, février 1972, avril 1972, février 1977.
- Claude Pasteur, Le descendant du roi d’Araucanie, in Miroir de l’Histoire, août-septembre 1963.
- Dominique de La Barre de Raillicourt, Nouveau Dictionnaire des Biographies françaises et étrangères, tome I, fascicule 10 (rois d’Araucanie), 1965.
- Exposition Orélie-Antoine Ier et le Royaume d’Araucanie-Patagonie, Musée du Périgord, Périgueux, 19 juillet-29 septembre 1969.
- Marc Blancpain, Un roi sans divertissement / Orllie Antoine Ier / roi d'Araucanie et de Patagonie, éditeur : Pierre Fanlac, Périgueux, 1970, 115 pages.
- (es) Armando Braun Menéndez, El reino de Aracaunía y Patagonia, Editorial Francisco de Aguirre S. A., Buenos Aires - Santiago de Chile, 6e édition 1973 (dates mentionnée des 6 éditions : 1936, 1953, 1945, 1959, 1967 et 1973),  179 pages ; Prólogo de Benjamín Valdés Alfonso. Ouvrage en espagnol.
- Jean Raspail, Le Jeu du roi, éditions Robert Laffont, Paris, 1976. Roman.
- Jacques Fontugne, Gustave Achille Laviarde 1841-1902, communication faite en séance de la Société d’Agriculture, Commerce, Sciences et Arts de la Marne, à Châlons le 11 mai 1977.
- Jacques Fontugne, Généalogie Laviarde (1978).
- Philippe d'Araucanie, Histoire du Royaume d’Araucanie (1860-1979) : une dynastie de Princes français en Amérique latine, La Rochelle, 1979, 468 pp.
- Jean Raspail, Moi, Antoine de Tounens, roi de Patagonie, Paris, Éditions Albin Michel, coll. « Romans français », 1981, 297 p. (ISBN 2-7242-1157-X et 978-2724211573)Ce roman a reçu le grand prix du roman de l'Académie française en 1982.
- Michel Gaudart de Soulages et Hubert Lamant, Dictionnaire des Francs-maçons français, éd. Albatros, 1981 (Achille Laviarde, Grand Maître honoris de la Franc-maçonnerie italienne).
- Bernard Fouqueray, Achille Laviarde, enfant de Fléchambault, roi d’Araucanie, article publié dans Ville de Reims Informations en février 1987.
- La Patagonie pataphysique, Guide de la fin du monde et de ses prolongements, établi par la Sous-Commission de l’Acrote, avec le concours de l’Intermission des Apothéoses, de la Sous-Commission de l’Anachronisme et de la Couleur locale, du Consulat de Patagonie, de la Société historique et archéologique du Périgord, de la Société Jules-Verne, de l’Administration des cimetières de la ville de Reims et des estimés Jean-Pierre Bonnerot, François, Sureau et Roland Vergniaud, n° 14 des Monitoires du Cymbalum Pataphysicum, 20 novembre 1989, Imp. Théry, Reims (ce numéro des cahiers du Collège de 'Pataphysique est entièrement consacré au Royaume d'Araucanie et de Patagonie, Achille Laviarde, etc).
- Jacques Lagrange, Le Roi français d’Araucanie, préface de son Altesse royale le Prince d'Araucanie [ Philippe Boiry ], PLB, Le Bugue, 1990, 65 pp.  (ISBN 2-86952-021-2).
- Jean-Pierre Blancpain, Les Araucans et le Chili des origines au XIXe siècle, 217 pages, L'Harmattan, 1996  (ISBN 2-7384-4626-4)
- Bruno Fuligni, L’État c’est moi (Histoire des monarchies privées, principautés de fantaisie et autres républiques pirates), Paris, Les Éditions de Paris, 1997, 240 p. (ISBN 2-905291-69-9)

## XXIesiècle
- Société bretonne des études patagonnes (président d’honneur : François Jean Mouneix, arrière-petit-neveu de Sa Majesté Orélie-Antoine 1er), n° 8, L’acharnement de la police parisienne contre Achille Laviarde. Dinan, éditions Protésilas, 2001.
- Bruno Fuligny, Royaumes d’aventure : Ils ont fondé leur propre État, Paris, Les Arènes, 2016, 313 p. (ISBN 9782352042853, BNF 45052264), Deuxième partie : Les empires éphémères, « Orllie-Antoine Ier, roi de Patagonie », p. 134-149.
- Graziano Graziani, Passeport pour l'utopie, Plein Jour, 2020.